# Osteologia

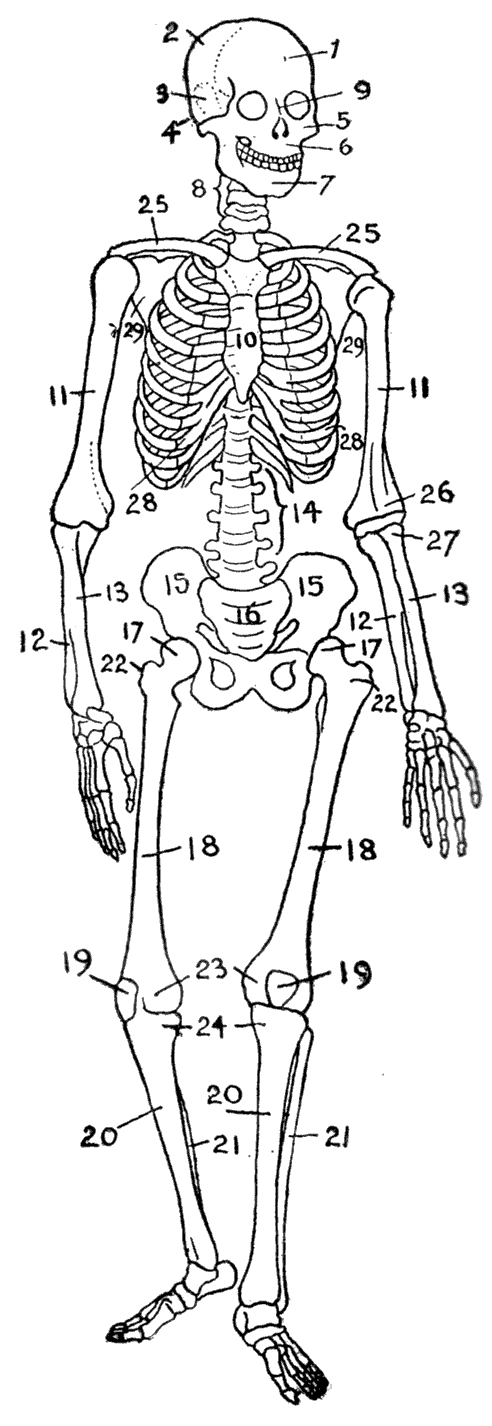
Un esquelet humà

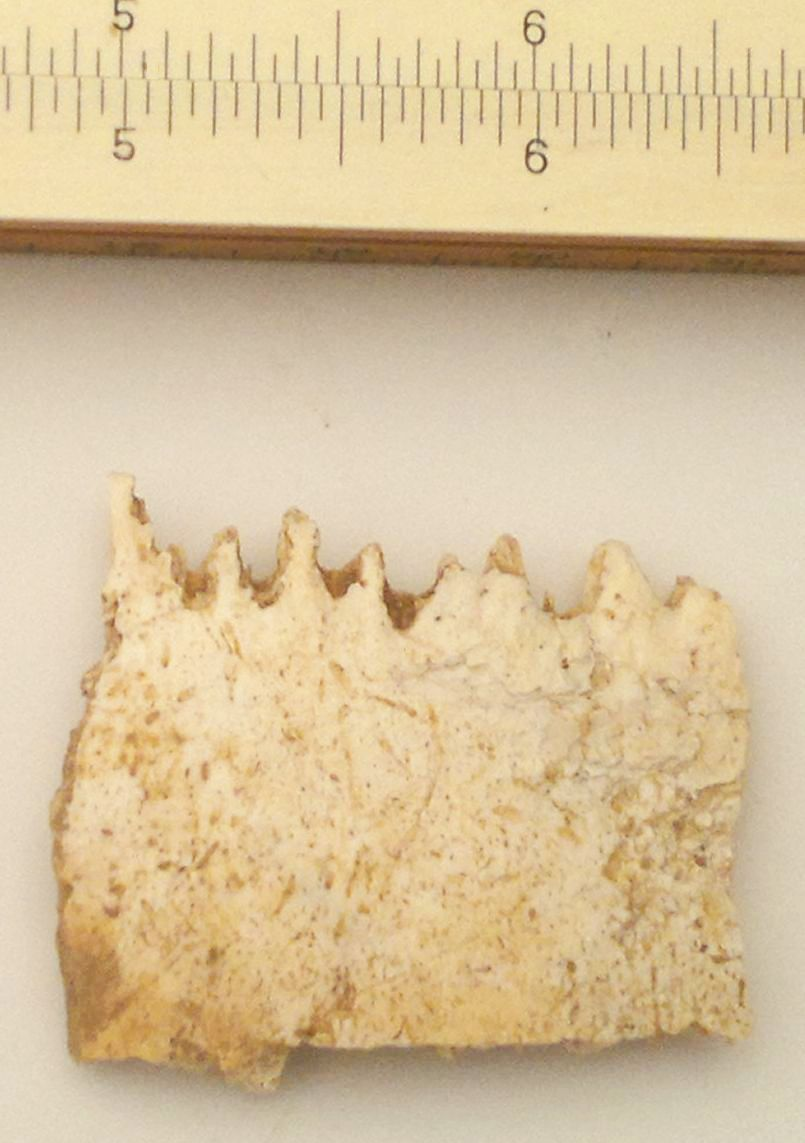
Fragment parietal d'un antic fossar

L'osteologia és l'estudi científic dels ossos. Es tracta d'una subdisciplina de l'antropologia i l'arqueologia, l'osteologia és l'estudi detallat de l'estructura dels ossos, elements esquelètics, dents, funció morfològica, malalties, patologia, el procés d'ossificació la resistència i duresa dels ossos (biofísica), etc. Sovint l'osteologia es fa servir per a identificar restes humanes respecte edat, mort, sexe, creixement individual i desenvolupament en un context biocultural.

## Mètodes
Una anàlisi típica inclouria:
- Un inventari dels elements esquelètics presents
- Un inventari dental
- Dades d'envelliment basades fusió epifiseal i erupció dental (per a subadults) i el deteriorament de costelles i pubis en adults
- Estatura i altres dades mètriques
- Ancestres
- Trets no mètrics
- Patologia i o modificacions culturals

## Aplicacions

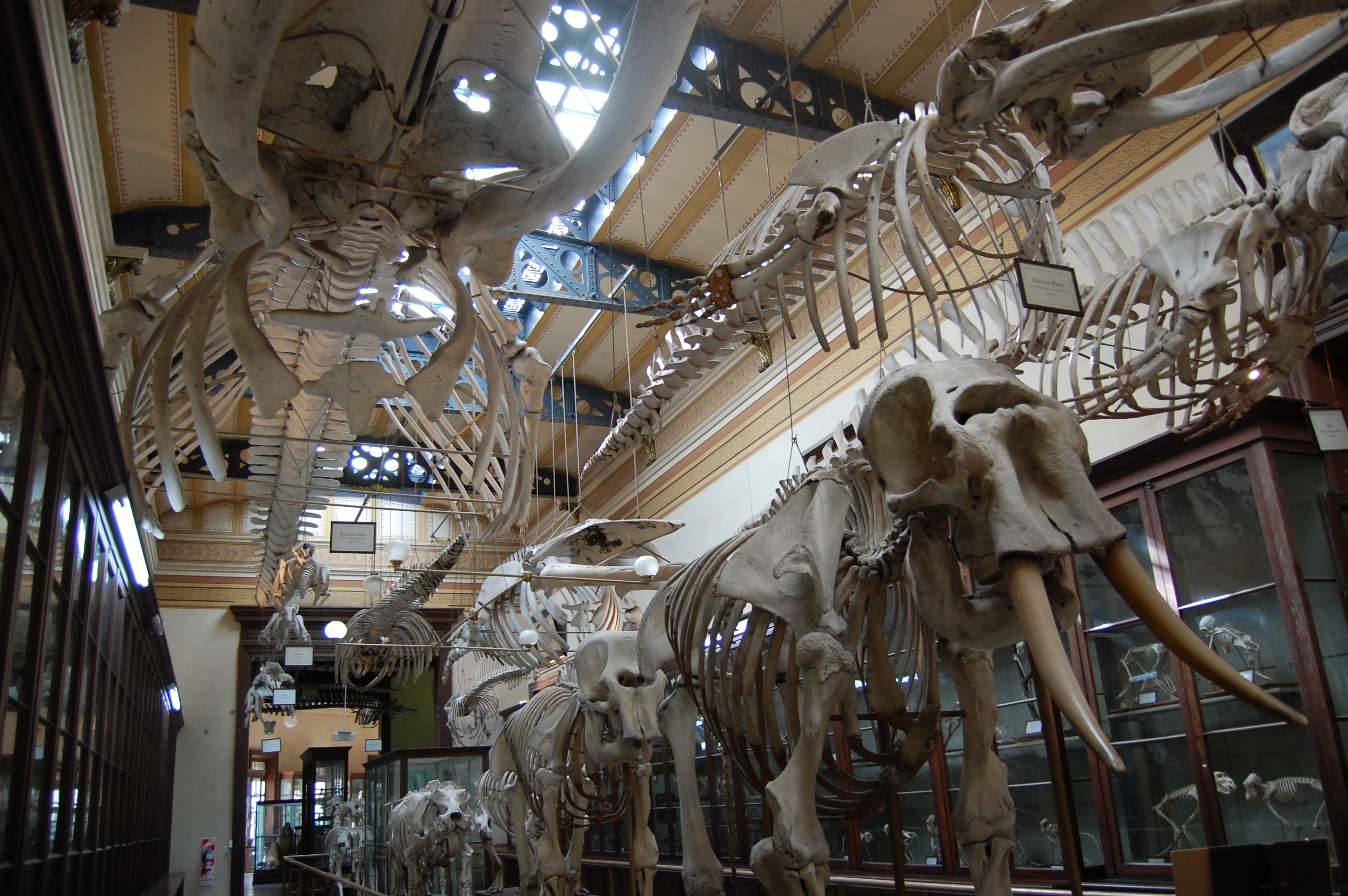
Cambra d'osteologia comparada al Museu de la Plata a Argentina

L'osteologia es fa servir en investigacions en disciplines com la ciència forense, antropologia física i arqueologia i inclou:
- Salut
- demografia
- dieta
- malalties
- patrons d'activitat
- física
- genètica de poblacions antigues
- migracions
- Investigacions criminals
- crims de guerra